# Мелинда Цинк
Мелинда Цинк  (на унгарски: Czink Melinda) е професионална тенисистка от Унгария.
Професионалната кариера на Мелинда Цинк стартира през 2000 г. Тогава младата унгарска тенисистка за първи път получава „уайлдкард“ за турнира в Будапеща, който е част от официалния календар на Международната тенис федерация (ITF). През 2003 г., след серия от успешни турнири, Мелинда Цинк влиза в престижната класация Топ 100 на най-добрите тенисистки.
В кариерата си Мелинда Цинк завоюва 18 шампионски титли на сингъл от календара на ITF и една титла от надпреварите, провеждани под егидата на Женската тенис асоциация (WTA). На 14 септември 2009 г., след девет години в професионалния тенис, унгарската тенисистка печели своята първа WTA титла. Това се случва по време на турнира „Бел Чалъндж“ в Квебек, където във финалната среща на турнира, Мелинда Цинк надиграва своята чешка опонентка Луцие Шафаржова с резултат 4:6, 6:3, 7:5. Унгарската състезателка регистрира и един загубен финал през 2005 г. в австралийската столица Канбера, където губи от сръбкинята Ана Иванович.
В турнирите от Големия шлем, Мелинда Цинк регистрира на сингъл две участия в трети кръг през 2003 г., по време на „Откритото първенство на САЩ“, където е елиминирана от представителката на домакините Линдзи Дейвънпорт и през 2009 г., по време на „Ролан Гарос“, където е отстранена отново в трети кръг на надпреварата от рускинята Светлана Кузнецова.
Своето най-добро представяне в световната ранглиста на женския тенис, Мелинда Цинк регистрира на 21 септември 2009 г., когато достига до престижната 37-а позиция.